# Jill Rankin
Jill Ann Rankin, coniugata Schneider (Borger, 13 luglio 1958), è un'ex cestista e allenatrice di pallacanestro statunitense.

## Carriera
Con gli Stati Uniti ha disputato i Campionati del mondo del 1979 e di Giochi panamericani di San Juan 1979.